# سونغور تكين
سونغور تكين بك Sungur Tekin (مواليد حوالي 1191م) - ينتمي إلى قبيلة قايي من أتراك الأوغوز، وهو أكبر أبناء سليمان شاه (ويقال اسمه غندوز ألب) وهيماه خاتون. وهو شقيق أرطغرل وعم عثمان غازي مؤسس الدولة العثمانية. بعد وفاة والده، يُعتقد أنه تسلل إلى جيش أوقطاي خان وقدم معلومات إلى علاء الدين كيقباد الأول. لكن في الحقيقة لا توجد معلومات كافية أو مؤكدة عن حياته

## في الثقافة الشعبية
- جسد دوره برهان شيمشك في المسلسل التركي «تأسيس الدولة العثمانية» التي تم تصويرها عام 1988.
- جسد بدوره سيزجين إرديمير في المسلسل التركي "قيامة أرطغرل"، والذي تم تصويره بين 2014-2019.[1]
- جسد بدوره سيزجين إرديمير في مسلسل "المؤسس عثمان" الذي بدأ في 20 نوفمبر 2019 وما زال مستمراً.[2]